# Physical Attraction
"Physical Attraction" é uma música e também um B-side do single Burning Up da cantora, dançarina e compositora Madonna.